# Dwaj panowie N
Dwaj panowie „N” – polski film kryminalny w reżyserii Tadeusza Chmielewskiego z 1961 roku zrealizowany na podstawie noweli Ryszarda Gontarza i Zygmunta Szeligi.
Drugi z kolei polski powojenny film kryminalny, dodatkowo zawierający wątek szpiegowski wiodący do Niemiec Zachodnich. Scenariusz oparto na autentycznych wydarzeniach. Warszawskie plenery kręcono m.in. na Bazarze Różyckiego i w akademiku AWF na Bielanach.

## Fabuła
Urzędnik hipotecznego archiwum Kazimierz Dziewanowicz pasjonuje się gromadzeniem dokumentacji o ludziach, którzy podobnie jak on urodzili się 29 lutego. Tuż przed wyjazdem na urlop przypadkowo odkrywa istnienie dwóch mężczyzn o identycznych personaliach. Próbując wyjaśnić intrygującą go sprawę, pada ofiarą tajemniczego morderstwa. Jego syn Janek, sierżant lotnictwa, usiłując z kolei wyjaśnić okoliczności śmierci ojca, wpada na trop wiodący do sprawcy zabójstwa. Prowadząc śledztwo na własną rękę, początkowo nie jest świadom, że jego zabiegi kolidują z dochodzeniem prowadzonym w tej sprawie przez WSW. Wspólne działania doprowadzają do ujawnienia afery szpiegowskiej mającej związek z mrocznymi sprawami z czasów okupacji.

## Obsada
- Bolesław Płotnicki – Kazimierz Dziewanowicz, pracownik archiwum hipoteki
- Stanisław Mikulski − sierż. Janek Dziewanowicz, jego syn
- Joanna Jędryka − Elżbieta, narzeczona Janka Dziewanowicza
- Wacław Kowalski − Henryk Nowak (badylarz)
- Janusz Bylczyński − Henryk Nowak (inżynier)
- Bohdan Ejmont – kpt. Olecki z WSW
- Tomasz Zaliwski − Staszek, wywiadowca WSW
- Zbigniew Józefowicz − Stefan, wywiadowca WSW
- Alina Rostkowska – Helena Pyrzyk, b. żona badylarza Nowaka
- Barbara Wrzesińska – kochanka inż. Nowaka
- Stanisław Winczewski – mjr Sarnicki, przyjaciel inż. Nowaka
- Ryszard Pietruski − sierż. Jagielski, zaopatrzeniowiec w koszarach
- Krzysztof Kowalewski − żołnierz w koszarach rozładowujący wóz Nowaka
- Ryszard Pracz − żołnierz budzony przez Oleckiego